# キットバッシング

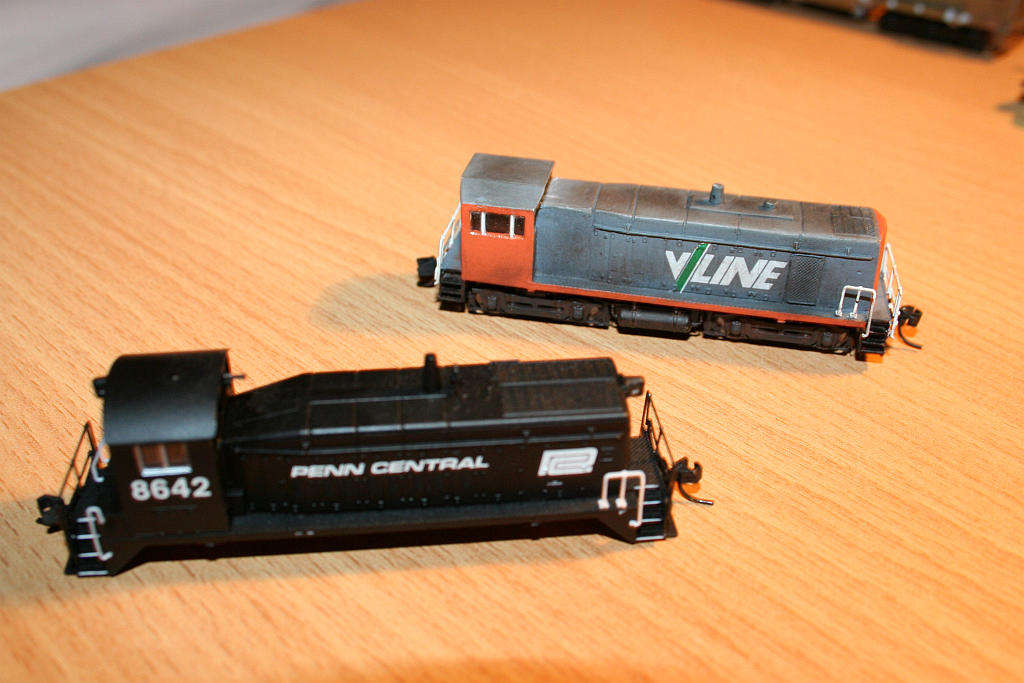
市販のEMD SW9模型をキットバッシュしてビクトリア鉄道 Y クラス風にした

キットバッシング （kitbashing）または モデルバッシング（model bashing）とは、市販のキットの部品をオリジナルのモデルや他のキットに組み込んで、新たなモデルを作る手法である。 
プロの模型製作者は、撮影用のモデルにディテールを加えるのにキットバッシングを用いる。市販のプラモデルからは、良好なディテールを持つ均質なパーツを大量に得ることができる。
趣味の模型製作者は、キットバッシングにより完全なスクラッチビルドよりも製作時間を節約することができる。実在・架空を問わず、市販のキットのないモデルを作る際にキットバッシングが使用される。
キットバッシングは長い歴史を持つが、サンダーバードのテレビシリーズ(1965)や映画2001年宇宙の旅(1968)、そして特にスター・ウォーズ エピソードⅣ(1977)で使用された精巧な模型の製作に用いられたことで、多くの人の注目を集めた。これらの作品で使用された宇宙船の模型の多くは戦車や船、自動車などのキットの部品でディテールアップされていた。
素材となるキットは、キットの品質で選ばれる場合もあるし、必要とする形に似ているものが選ばれる場合もある。
部品を切断して使用したり、隙間をパテで埋めたりすることも少なくない。
撮影用モデルの製作の際にキットバッシングの「被害」に遭うのは日本製プラモデルのことが多いが、日本のプラモデルの分野ではキットバッシングという言葉は殆ど使われておらず、複数のキット部品を用いて組み立てる事は、部品の流用（部品取り）やニコイチ（二個一）、ミキシングビルドなどと呼ばれることが多い。
鉄道模型の分野では、日本でも他のキットや完成品モデルの部品を用いて改造することをキットバッシングと称している。またドールハウスの分野などでは、キットをそのまま組み立てずに改造を加えることをキットバッシングという場合もある。G.I.ジョーから派生した12インチサイズのミリタリーフィギュアの分野では、実際の兵士の資料写真に合わせて装備品を組み替える遊び方が一般的で、これは英語圏同様に日本でもキットバッシング（またはキットバッシュ）という呼称が定着している。